# Jordförvärvslagen för Åland
Jordförvärvslagen för Åland reglerar rätten att äga eller besitta fast egendom på Åland, det självstyrda landskapet som tillhör Finland. Lagens syfte är att bevara det svenska språket och Ålands särpräglade kultur genom att säkerställa att markinnehavet i huvudsak kontrolleras av personer med åländsk hembygdsrätt. Någon motsvarande reglering finns inte i övriga Finland. I Sverige gäller jordförvärvslagen enbart för lantbruksfastigheter (se Förvärvstillstånd).

## Historik
Begränsningar i markägande på Åland infördes 1921 som en del av det minoritetsskydd som Nationernas förbund krävde när Finland tillerkändes suveränitet över öarna.  
Mellan 1920 och 1975 reglerades ägandet genom ett inlösenförfarande: om någon utan hembygdsrätt köpte mark hade ålänningar, kommunen eller landskapet rätt att lösa in fastigheten till marknadsvärde. Denna modell användes sällan och ansågs ineffektiv. År 1975 ersattes den av ett tillståndsförfarande, när nuvarande jordförvärvslag (FFS 3/1975) trädde i kraft.

## Lagstiftning
Regleringen bygger på flera lagar och förordningar:
- Jordförvärvslag för Åland (FFS 3/1975), antagen av Finlands riksdag och Ålands lagting. Ändringar kräver kvalificerad majoritet i båda församlingarna.
- Landskapslag (2003:68) om jordförvärvsrätt och jordförvärvstillstånd, beslutad av lagtinget.
- Landskapsförordning (2003:70) om jordförvärvstillstånd, utfärdad av Ålands landskapsregering.

## EU-rätt och undantag
Jordförvärvsreglerna på Åland avviker från EU:s princip om fri kapitalrörlighet. Finland har ett permanent undantag enligt protokollet om Åland från 1994. Högsta förvaltningsdomstolen har tolkat och preciserat detta i rättsfallet HFD 2007:90.

## Jordförvärvsrätt
För att äga eller besitta fast egendom på Åland krävs jordförvärvsrätt eller särskilt tillstånd. Vissa personer och företag har denna rätt enligt lag, medan andra måste ansöka om jordförvärvstillstånd hos Ålands landskapsregering.

### Privatpersoner
En fysisk person har jordförvärvsrätt om minst ett av följande villkor är uppfyllt:
- Personen har åländsk hembygdsrätt.
- Fastigheten förvärvas genom arv som barn, barnbarn eller efterlevande make.
- Personen är gift med någon som har hembygdsrätt och makarna tillsammans köper en tomt på högst 4 000 m² för permanent boende.
- Personen har vuxit upp på Åland och får upp till 30 000 m² som förskott på arv.

Att hyra bostad i upp till fem år kräver inte jordförvärvsrätt.

### Juridiska personer
En juridisk person har jordförvärvsrätt endast om samtliga följande villkor är uppfyllda:
- Hemort på Åland sedan bildandet eller i minst fem år.
- Alla styrelseledamöter eller bolagsmän har åländsk hembygdsrätt.
- Bolaget har näringsrätt.
- Fastigheten ligger inom område avsett för näringsverksamhet enligt detaljplan.

## Jordförvärvstillstånd
Den som saknar jordförvärvsrätt måste ansöka om tillstånd hos Ålands landskapsregering. Tillståndsprövningen är reglerad i landskapslag och landskapsförordning.

### Privatpersoner
Tillstånd kan beviljas om något av följande villkor är uppfyllt:
- Personen har varit folkbokförd på Åland i minst fem år.
- Fastigheten är en bostadsfastighet som är mindre än 4 000 m², saknar strand och inte har andel i samfälld mark.
- Personen har vuxit upp på Åland och köper en fastighet som är mindre än 4 000 m² och saknar strand. Vid stark lokal förankring kan upp till 8 000 m² godkännas.
- Personen säljer en likvärdig fastighet på Åland inom ett år.
- Köpet gäller en fastighet från föräldrar som ägt den i minst åtta år, förutsatt att marken fortsatt används för jord- eller skogsbruk.

### Juridiska personer
Ett företag kan få jordförvärvstillstånd om båda dessa villkor är uppfyllda:
- Hemort på Åland sedan minst fem år.
- Minst två tredjedelar av ägarna eller styrelseledamöterna har hembygdsrätt eller har varit bosatta på Åland i minst fem år.

### Bostads- och fastighetsaktiebolag
Bostadsaktiebolag och fastighetsaktiebolag omfattas av särskilt strikta regler, för att förhindra att lagstiftningen kringgås genom olika bolagsformer.